# Murol
Murol é uma comuna francesa na região administrativa de Auvérnia-Ródano-Alpes, no departamento Puy-de-Dôme. Estende-se por uma área de 15,15 km². Em 2010 a comuna tinha 592 habitantes (densidade: 39,1 hab./km²).